# Paraentoria
Paraentoria is een geslacht van Phasmatodea uit de familie Phasmatidae. De wetenschappelijke naam van dit geslacht is voor het eerst geldig gepubliceerd in 1997 door Chen & He.

## Soorten
Het geslacht Paraentoria omvat de volgende soorten:
- Paraentoria bannaensis (Chen & He, 1997)
- Paraentoria lushanensis Chen & He, 2000
- Paraentoria sichuanensis Chen & He, 1997